# دنیل کولاژ
دنیل کولاژ (به چکی: Daniel Kolář) (زاده ۲۷ اکتبر ۱۹۸۵) بازیکن فوتبال اهل جمهوری چک است.

## تیم ملی
وی سابقه ۱۳ بازی ملی برای تیم ملی فوتبال جمهوری چک در کارنامه دارد، همچنین پست تخصصی او هافبک است.